# Вергуни (Черкаський район)
Вергуни́ — село в Україні, у Черкаському районі Черкаської області, підпорядковане Червонослобідській сільській громаді. У селі мешкає 2341 людей.

## Історія
Біля села знаходилось поселення ще часів бронзи.
У 1720  році побудована дерев'яна церква св.Трійці. На початку 18 століття священники перейшли в уніатство.
У 1741 році село мало 80 садиб.
У 1812 році прибудована дзвінниця.  
У 1863 році - 1751 мешканця, з них 26 євреїв.
У 1893 році - центр волості, чисельність населення зросла до 2466. Серед жителів  було розповсюджене бджолярство. Село поділялось на кутки, які мали назви Харківка та Кумейки.
11 лютого 1920 року у Вергунах під час Зимового походу на відпочинок зупинився Кінний полк Чорних Запорожців Армії УНР. Вищій початковій школі Вергунів полк подарував велику бібліотеку, здобуту у бою з військами Збройних Сил Півдня Росії біля сіл Пушкове та Липовеньке.
Під час Голодомору 1932-1933 років загинуло не менше 10 жителів села.
У 1937 році більшовики та активісти-комсомольці зруйнували давню церкву.
В кінці 60-х р.р ХХ ст. в селі мешкало близько 2300 чол,працювали колгосп, середня школа, будинок культури, дві бібліотеки, дільнична лікарня, пологовий будинок, поліклінічне відділення, ветеринарна лікарня, відділення пошти. 
Нині на місті зруйнованого храму будується новий, в селі зареєстрована релігійна громада - Свято-Троїцька парафія ПЦУ,  також  діє протестантська община. 

## Населення

### Мовний склад
Рідна мова населення за даними перепису 2001 року:
| Мова       | Чисельність, осіб | Доля     |
| ---------- | ----------------- | -------- |
| Українська | 2 226             | 95,09 %  |
| Російська  | 108               | 4,61 %   |
| Інше       | 7                 | 0,30 %   |
| Разом      | 2 341             | 100,00 % |

## Відомі уродженці
- Запорожець Герасим Іванович — депутат Верховної Ради УРСР.
- Запорожець Сергій Степанович (* 25 березня 1923 — 2001) — Герой Радянського Союзу;
- Ткачов Володимир Вікторович (1970—2018) — молодший сержант Збройних сил України, учасник російсько-української війни.
- Семен Старів (офіційно Старов) — автор книги спогадів «Страта голодом»
- Стрілець Ярослав Олександрович (2003—2024) — український спортсмен та військовослужбовець, учасник російсько-української війни.
- Шевченко Олександра Федорівна — Герой Соціалістичної Праці, депутат Верховної Ради УРСР 6-9-го скликання.
- Усіченко Іван Гнатович (* 1938) — лікар, громадський діяч.
- Чигирин Юлій Федорович (1935—1962) — інженер-залізничник, кавалер ордена Червоної Зірки.

## Відомі мешканці
Ганкевич Микола Георгійович — учасник бою під Крутами, полонений та розстріляний більшовиками у січні 1918 р.

## Галерея

Школа
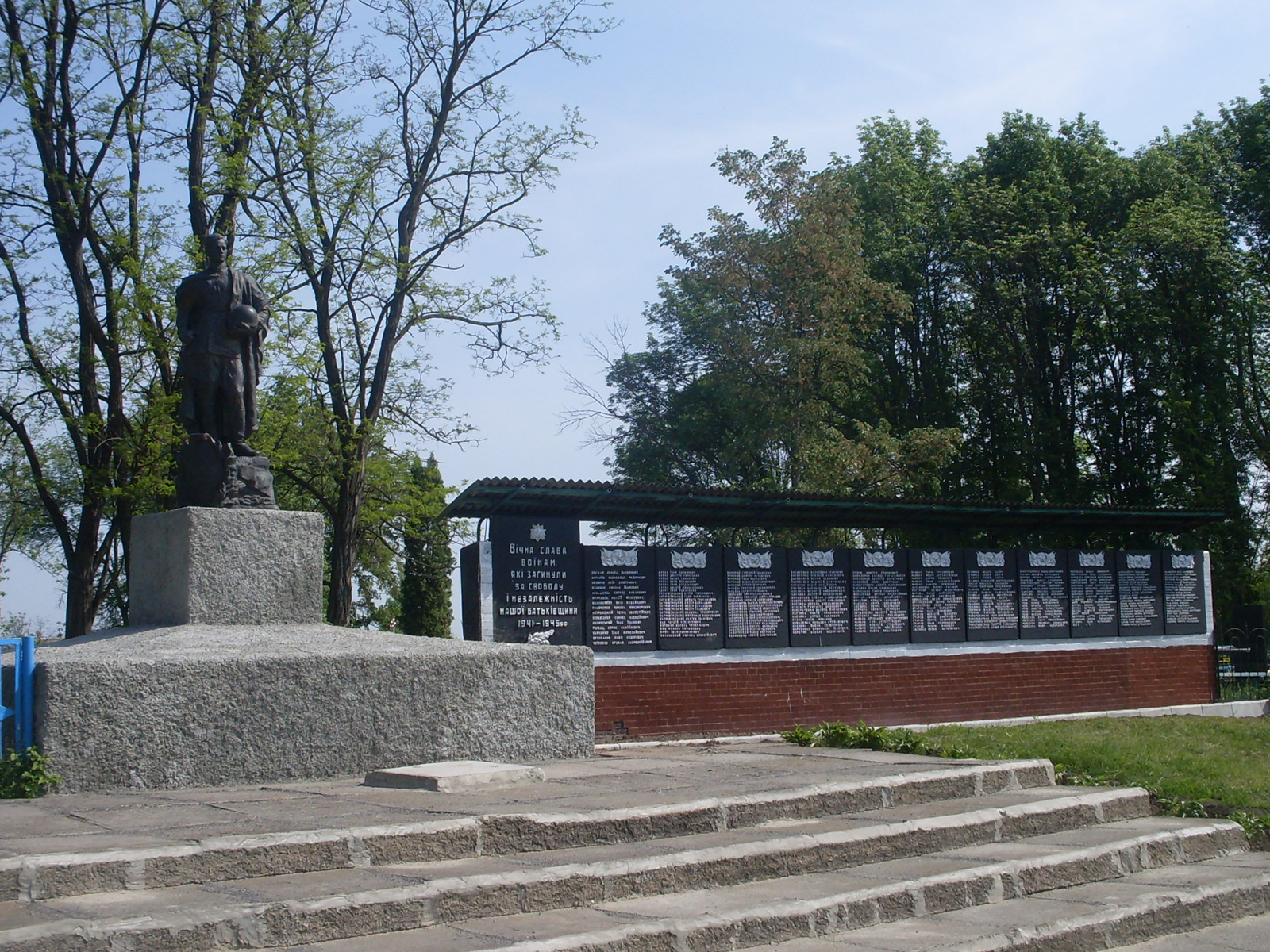
Братська могила загиблих у Другій Світовій війні
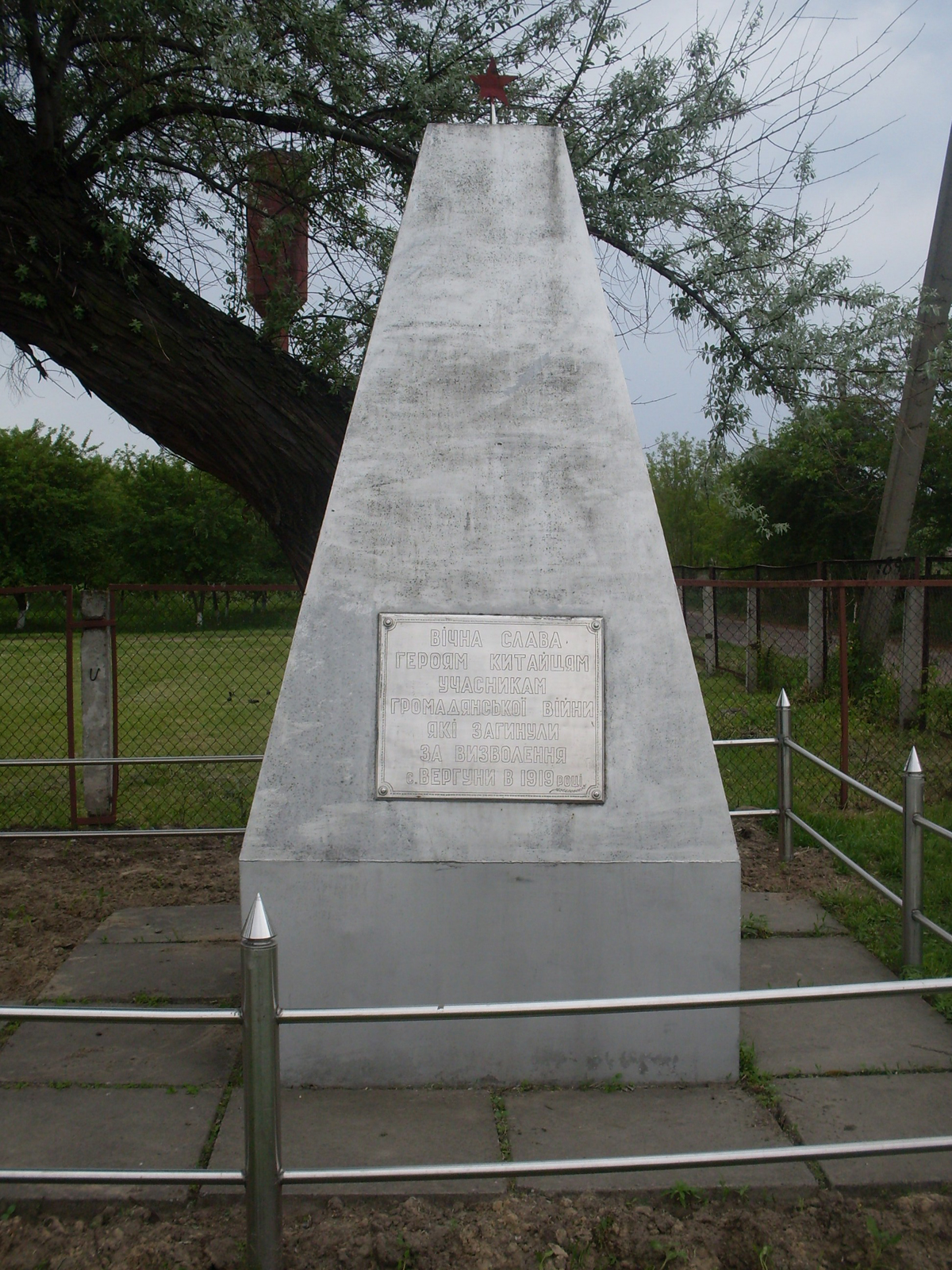
Пам'ятник китайцям, загиблим під час громадянської війни